# Attilio Giordani
Attilio Giordani (Milão, 13 de fevereiro de 1913 - Campo Grande, Mato Grosso do Sul, 18 de dezembro de 1972) foi um religioso católico romano italiano e membro da Associação dos Salesianos Cooperadores. Giordani estudou em Milão, onde conheceu os Salesianos de Dom Bosco ao lado do irmão Camillo. Seu irmão foi inspirado a se tornar sacerdote, enquanto Giordani foi inspirado a se tornar um catequista e evangelista atendendo às necessidades das crianças e adolescentes locais. Seu trabalho em um oratório dirigido pelos Salesianos foi onde ele conheceu sua futura esposa (com quem ele se casou em 1944) durante o tempo em que prestou serviço militar nas Forças Armadas da Itália durante a Segunda Guerra Mundial.   Ele teve três filhos e os acompanhou ao Brasil para fazer trabalho voluntário nas missões de lá. Seu tempo lá foi curto, pois ele morreu sofrendo um ataque cardíaco enquanto fazia um discurso para uma multidão.
O processo de beatificação de Giordani iniciou-se em Milão (e não no Brasil, onde morreu como era costume) em 1994 e ele foi intitulado Servo de Deus. A causa deu um passo à frente no final de 2013, depois que o Papa Francisco o intitulou Venerável ao confirmar que Giordani praticou virtudes heroicas ao longo de sua vida.

## Biografia

### Primeiros anos
Attilio Giordani nasceu em Milão em 13 de fevereiro de 1913 como o primeiro de três filhos de Arturo Giordani e Amalia Marucco. Seu pai era um ferroviário que todas as manhãs de inverno levava uma cesta de carvão para dois pobres velhos antes de ir trabalhar. Sua mãe era uma dona de casa que sofria de crises frequentes de doença. Tinha dois irmãos: a irmã Ângela (que se professou religiosa nas Irmãs Salesianas de Dom Bosco) e o irmão Camilo (n. 3.4.1923).
A partir de 1922 começou a frequentar a escola do Oratório de Sant'Agostino dei Salesiani com o irmão Camilo, sob a direção da congregação religiosa Salesiana de Dom Bosco. Sua influência levou Camilo a seguir um caminho sacerdotal, ao mesmo tempo em que inspirou Giordani a participar ativamente das iniciativas paroquiais e a se tornar catequista entre os adolescentes, como os Salesianos. Giordani era membro ativo da paróquia de Santo Agostinho dirigida pelos Salesianos. Ele compareceria à ordenação sacerdotal de seu irmão Camillo (que recebeu do cardeal arcebispo de Milão Alfredo Ildefonso Schuster) em 25 de março de 1950 em Milão.
Ele também serviu como soldado nas forças armadas italianas em períodos intermitentes entre 23 de julho de 1934 e 8 de setembro de 1944, pouco antes do fim da Segunda Guerra Mundial; ele foi enviado de Milão para a frente greco - albanesa antes de servir em outras áreas. Ele também trabalhou nas Indústrias Pirelli em Milão nessa época. Casou-se com a colega catequista Noemi D'Avanzo em 6 de maio de 1944 (o pároco Pietro Lajolo presidiu o rito de casamento) e os dois tiveram três filhos (filho Pier Giorgio em 1945 e as filhas Maria Grazia em 1947 e Paola em 1952). Ele era um catequista diligente, conhecido por sua inteligência e alegria, também conhecido por possuir um bom senso de humor quando fazia sua catequização e evangelização.
Giordani também ajudou a iniciar o movimento da Cruzada da Bondade nos anos 1950, que recebeu a bênção do Cardeal Arcebispo de Milão Giovanni Battista Montini (futuro Papa Paulo VI) e o apoio do Cardeal Patriarca de Veneza Angelo Giuseppe Roncalli (futuro Papa João XXIII). Giordani sofreu um ataque cardíaco em 1962 que o obrigou a suspender as suas atividades habituais para um longo período de repouso em Deiva Marina. Seus três filhos (Pier Giorgio casou-se com Laura em algum momento da década de 1960) mudaram-se para o Brasil para serem missionários voluntários em uma missão organizada em Mato Grosso do Sul sob a direção do Padre Ugo De Censi. Ele mesmo - após discutir o assunto com sua esposa - decidiu que a dupla se juntaria a eles no Brasil em 1972 para ajudar em seu trabalho, apesar de sua saúde precária que estava em declínio gradual. Ele e sua esposa chegaram ao Brasil vindos do porto de Gênova (partindo em 21 de junho de 1972) a bordo do navio "Giulio Cesare" em Poxoreu. Ele tinha algum conhecimento da língua portuguesa, mas não se tornou fluente nela. Suas filhas Maria Grazia e Paola voltaram à sua terra natal em outubro de 1972 por motivos de trabalho.

### Morte
Morreu de infarto no dia 18 de dezembro de 1972 em Campo Grande. Ele tinha falado para uma multidão de pessoas antes de se sentir fraco e sofrer um ataque cardíaco fatal. Ele reclinou a cabeça no ombro de Ugo De Censi antes de se virar para seu filho Pier Giorgio e sussurrar para ele continuar em seu lugar. Seus restos mortais foram devolvidos para casa em 23 de dezembro e enterrados em uma cova em Vendrogno, mas transferidos mais tarde para a Basílica de Sant'Agostino em Milão (sua antiga paróquia e a igreja que os Salesianos administravam).

## Processo de beatificação
O processo de beatificação foi iniciado na arquidiocese de Milão em um processo diocesano que o cardeal Carlo Maria Martini abriu em 21 de novembro de 1994 e depois encerrou em uma Missa especial em 19 de janeiro de 1996. O processo viu acumular documentos e testemunhos de quem conhecia Giordani, como seus filhos. Esta investigação diocesana foi realizada apesar do fato de que a apresentação formal da causa não aconteceu até que a Congregação para as Causas dos Santos emitiu o edito oficial " nihil obstat " (sem objeções) e intitulou Giordani como um Servo de Deus em 22 de novembro. 1994. Posteriormente, a C.C.S. se encarregou da investigação e emitiu um decreto validando a investigação diocesana em 20 de março de 1997 e recebendo o dossiê Positio para avaliação em 2001.
Nove teólogos confirmaram sua aprovação para a causa em seu congresso realizado em 5 de fevereiro de 2013, enquanto os cardeais e bispos membros da C.C.S. também confirmaram sua aprovação em sua reunião realizada alguns meses depois, em 24 de setembro de 2013. Giordani recebeu o título de Venerável em 9 de outubro de 2013, depois que o Papa Francisco assinou um decreto que reconhecia que Giordani viveu uma vida praticando virtudes heroicas.
O atual postulador desta causa é o padre salesiano Pierluigi Cameroni.